# クリス・ベノワ
クリス・ベノワ（Chris Benoit、1967年5月21日 - 2007年6月24日）は、カナダ出身のプロレスラー。WWEに所属していた。
本名はクリストファー・マイケル・ベノワ（Christopher Michael Benoit）で "Benoit" は"ベンワー"とも表記される。

## 来歴

### デビューから新日本プロレス
少年時代からダイナマイト・キッドに憧れプロレスラーを志し、高校卒業後にカナダのハート道場に入門。スチュ・ハートにより鍛えられる。1985年11月にプロレスデビュー。バッド・ニュース・アレンの勧めで、1987年に初来日して新日本プロレスの練習生として入門。当初はスペルをそのままローマ字読みしたクリス・ベノイの名で呼ばれたが、新日本からダイナマイト・クリスというリングネームを与えられた。しかし本人は尊敬するダイナマイト・キッドに因んだ「ダイナマイト」の名を冠するには自分は未熟だとして、その後覆面を被りペガサス・キッドというリングネームにて新日本プロレスに参戦する。
後に獣神サンダー・ライガーにマスカラ・コントラ・マッチで敗れ覆面を取り、1993年TOP OF THE SUPER Jr.優勝を機にワイルド・ペガサスに改名。獣神サンダー・ライガーやエル・サムライ、金本浩二、大谷晋二郎、2代目ブラック・タイガー（エディ・ゲレロ）らと激闘を繰り広げた。1990年にはIWGPジュニアヘビー級王座獲得、1994年にはSUPER J-CUP 1st STAGE優勝、SUPER Jr. TAG優勝、1995年にはBEST OF THE SUPER Jr.優勝など、新日本ジュニアヘビー級のトップ外国人として活躍した。

### ECW
1995年には本拠地をアメリカに移し、ゲレロやディーン・マレンコらとECWに参戦。サブゥーとの試合中、フラップジャックの失敗からサブゥーの首を折ってしまって以来 "ザ・クリップラー" （壊し屋・破壊者）という異名をECWプロデューサーのポール・ヘイマンに与えられる。マレンコと組んでECW世界タッグ王座も獲得し、ECW世界ヘビー級王者のシェーン・ダグラスとトリプル・スレットなるユニットも結成した。しかしヘイマンがベノワの就労ビザを一向に取ろうとせず、国外退去を避けるために1995年夏、親友のゲレロ、マレンコと共にWCWに移籍した。

### WCW
WCWでは波乱の人生を送っていた。彼はさまざまなレスラーと戦っては勝っていたものの、政治的なことを嫌いnWoなどメインストリームには乗らず、ベノワは雌伏の時を過ごした。この頃ケビン・サリバン夫人であった女子マネージャーのウーマンと恋仲になり、事実上略奪婚をしている。サリバンとはこの不倫騒動の最中にストーリー上でも抗争を行っていた。その後、1999年に再び本格的な表舞台に立ち、US王座、テレビジョン王座などさまざまなWCWのタイトルを獲得している。また、リック・フレアーのユニット "フォー・ホースメン" のメンバーでもあった。WCWを見限ってWWFへの移籍を決意し、2000年1月16日、王者決定トーナメントを制しWCW世界ヘビー級王座を手にするも翌日に返上してWWEに移籍した。

### WWF / WWE

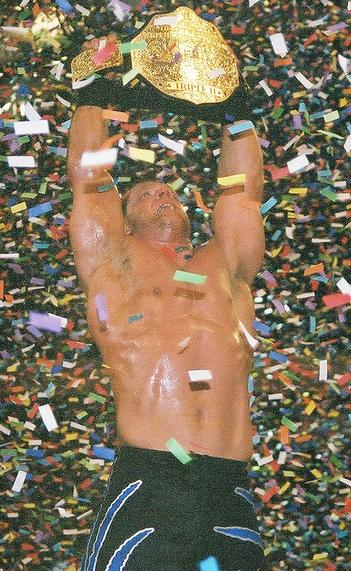
Raw's Backlashにて世界ヘビー級王座を獲得し、チャンピオンベルトを掲げるベノワ

WWFでは共にWCWから移籍したエディ・ゲレロ、ディーン・マレンコ、ペリー・サターンとラディカルズを結成、ストーン・コールド・スティーブ・オースチン、ザ・ロック、カート・アングルらと抗争を繰り広げる。2001年にはかつての戦友であった、クリス・ジェリコとともにWWF世界タッグ王座を制している。しかし長年の激闘によって首へのダメージが蓄積、同年6月のPPVキング・オブ・ザ・リングにて行われたオースチン、ジェリコとの三つ巴WWF王座戦にてジェリコにトップロープからのバックドロップを放った際に首の負傷が決定的なものとなり、以降約一年間欠場。2002年7月の復帰後は早々にIC王座を獲得、当初はRAWに所属していたが、スマックダウンGMだったステファニー・マクマホンによって引き抜かれ移籍。以降数か月間カート・アングルと毎週のように名勝負を繰り広げ、ストーリー重視で迷走気味だったRAWを凌ぐ人気に貢献した。10月にはWWEにおける最大のライバルでもあったカートとのコンビで初代WWEタッグ王者に付いた。
王座陥落後しばらくは便利屋のようなポジションに戻ってしまったが、2003年冬から再びアングルやブロック・レスナーらトップグループとの抗争が組まれ、2004年のRoyal Rumble 2004でのロイヤルランブル・マッチでショーン・マイケルズ（1995年）以来史上2人目となる一番手出場での優勝を達成し、レッスルマニアでの王座挑戦権を獲得。スマックダウンGMのポール・ヘイマンによってWWE王座への挑戦権は永遠に奪われていたため、世界ヘビー級王座への挑戦を選択し、RAWに電撃移籍。WrestleMania XXメインイベントにてショーン・マイケルズとトリプルHの持つ世界ヘビー級王座戦に三つ巴戦で挑戦し敗れ王座獲得を逃す。その後BackLashでトリプルHの持つ世界ヘビー級王座に再びショーン・マイケルズとの三つ巴戦で挑戦し王座を獲得。しかし同年のサマースラムで、ランディ・オートンを相手にベルトを手放してしまった。
2005年に行われたWWE ECW's One Night Standに出場。また同年のドラフトによりスマックダウンへ移籍した。移籍後、オーランド・ジョーダンからUS王座を獲得。その後ブッカー・Tに敗れて王座を失い、王座をかけてブッカー・Tと7番勝負で抗争した。なお、ブッカーとはWCW時代にもデイブ・フィンレーが保持していたWCW・TV王座挑戦権を賭けて7番勝負を行っている。
2006年、No Way Outで王座を取り戻すものの、WrestleMania 22でのUS王座戦でJBLに敗れて王座を明け渡した。
5月26日のマーク・ヘンリー戦を最後に肩の怪我と「家族と過ごす時間が欲しい」等の理由から半年近くに渡り欠場をしていたが、10月8日のPPVWWE・ノー・マーシーで突如復帰。ウィリアム・リーガルとキャッチ・レスリング戦を展開した。
10月13日のSmackDown!では、ケン・ケネディを破り再びUS王座を奪回した。その後、レイ・ミステリオとの抗争を終えたチャボ・ゲレロとヴィッキー・ゲレロと抗争を開始。
2007年、チャボとの抗争が終わってからはストーリーラインに絡まない試合が続いたが、4月1日に開催されたWrestleMania 23では大型新人のMVPとUS王座を賭け対決。ダイビングヘッドバットでフォール勝ちを収めた。4月29日に開催されたPPV、「BACKLASH」では再びMVPと対決。丸め込んでフォール勝ちを収めた。しかしジャッジメント・デイでは3本勝負形式の王座戦が行われ、ついにMVPにタイトルを奪われてしまう。
6月11日、RAWで行われたドラフトにより、スマックダウンからECWに移籍。形は違えども、約12年ぶりにECWに戻った。

### 死去
2007年6月24日、CMパンクとのECW王座戦に出場予定だったPPVヴェンジェンスを「家庭の事情」を理由に急遽欠場。翌25日にジョージア州の自宅で妻のナンシー・ベノワと息子とともに遺体で発見された。40歳であった。
6月26日、地元警察が調査結果を報告。捜査の結果、ベノワが22日に妻を縛ったうえで絞殺、翌23日には息子に薬物を投与し意識を失わせた状態で窒息死させた後に、自宅地下のトレーニングルームで首吊り自殺したと断定。自宅における多重殺人事件と自殺事件であると発表した。
事件の動機としては、ベノワが摂取していたステロイド剤（合法的に処方されたもの）の副作用による鬱症状が原因とする説、脆弱X症候群と呼ばれる遺伝性の難病を患っていた息子の将来を悲観したとする説などが当初挙げられていたが、9月に医療専門家らがステロイド剤ではなく慢性的な外傷性脳損傷が原因という見方を示した（専門家チームは、ベノワの脳の状態は85歳程度のアルツハイマー患者の脳に酷似していた、と述べている）。
WWEは当初追悼興行をいくつか開く計画であったが、事態の推移を重く見たWWE首脳陣が興行の取り止めを決定した（ただし、追悼番組は放送している）。またベノワの戦績・グッズなど彼に関するすべての情報を削除し、公式サイトにおける彼のプロフィールも閲覧不可能になった。また、リムジンを爆破して大掛かりな自身の死亡ギミックを展開していたビンス・マクマホンも番組に登場し、「今後彼の名前が番組内で語られることはない」と発言した。上記のような処置のため確実視されていた殿堂入りなどは無くなり、過去の映像の使用時も登場部分がカットされるようになった。
その後、ビンス・マクマホンは"The Untold History of The WWE"というマガジンのインタビューにおいて、「WWEが彼を今後プロモーションすることはあり得ないが、彼が歴史上に存在したということを否定できない」とし、今後は映像や記録から必ずしも削除しないという方針を語った。実際、WWE公式HPの各タイトル歴代王者には名前が復活している。近年発売されたWCWのDVD内でもスキットシーンが納められており、また2011年7月のRAWでCMパンクはマイクアピールの中で「WWEが一般ニュースで取り上げられたのはある男の死亡事件以来だ」と暗にではあるが名前を出している。
なお、2014年にサービスを開始したWWEネットワークでは、個人名の検索ではヒットしないようになっているものの、収録された大会の試合やスキットはカットされておらず、そのまま視聴が可能である。

### 死後とその影響
この一件はアメリカにおいて知名度の高い人物による事件であることと、（近年アメリカスポーツ界で社会的問題になっている）ステロイド剤の副作用による影響ではないかとの考えから大手の報道機関でも大きく取り上げられた。特に事件当初の情報の少なかった時点ではステロイド剤を影響とする説が特に大きく取り扱われ、所属選手のステロイド剤使用と、加えて報道されたハードな労働状況などからWWEの社会的信用にも大きな影響を与えた。以後WWEは所属選手に対するドラッグテストを義務化し、違反者を処罰するようになった。
2008年、ベノワの母国であるカナダのTV局、CBCテレビジョンは、ドキュメンタリー番組のThe Fifth Estateにて彼のデビューから死に至るまでの足跡を辿った「Chris Benoit: A Fight To The Death」という特集を製作した。この中でベノワと親しかったジェイク・ロバーツは「ベノワは決して衝動や副作用などで軽々しく殺人を犯す人物ではない」と述べている。また、ベノワの父はベノワの親友であったエディ・ゲレロの死がベノワの精神状態に深い影響を与えていた事を語っている。元WWE所属で重度の脳震盪による後遺症で引退したクリス・ハーバートはベノワの父にベノワの脳の病理解剖を行う様に提案し、その結果前述の様な脳障害の実態が明らかになった経緯も番組内で述べられている。
なお、ベノワには前妻がおり、その妻との間に長男もいる。

## タイトル歴
WWF / WWE
- 世界ヘビー級王座 : 1回
- WWE IC王座 : 4回
- 世界タッグ王座 : 3回（w / エッジ×2、クリス・ジェリコ×1）
- WWEタッグ王座 : 1回（w / カート・アングル）
- トリプルクラウン達成
- 2004年ロイヤルランブル優勝
- WWE US王座 : 3回

WCW
- WCW世界ヘビー級王座 : 1回
- WCW US王座 : 2回
- WCW世界テレビジョン王座 : 3回
- WCW世界タッグ王座 : 2回（w / ディーン・マレンコ×1、ペリー・サターン×1）

ECW
- ECW世界タッグ王座 : 1回（w / ディーン・マレンコ）

新日本プロレス
- IWGPジュニアヘビー級王座 : 1回（第12代）
- TOP OF THE SUPER Jr. : 1993年優勝
- SUPER J-CUP優勝 : 1994年優勝
- SUPER Jr. TAG LEAGUE優勝 : 1994年優勝（w / 大谷晋二郎）
- BEST OF THE SUPER Jr. : 1995年優勝

UWA
- UWA世界ライトヘビー級王座 : 1回
- WWFライトヘビー級王座 : 1回

スタンピード・レスリング
- 英連邦ミッドヘビー級王座 : 4回
- インターナショナルタッグ王座 : 4回（w / ベン・バサラブ×1、キース・ハート×1、ランス・アイドル×1、ビーフ・ウェリントン×1）

CWA
- CWA世界タッグ王座 : 1回（w / デイブ・テイラー）

## 得意技

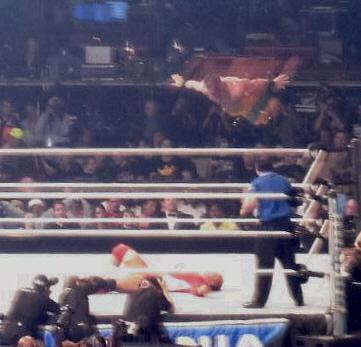
ダイビング・ヘッドバット

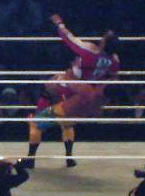
ジャーマン・スープレックス

打・投・極の三拍子に加え、飛び技も使える万能型レスラー。どんな相手であっても真っ向から立ち向かう全力ファイトが信条。日本のスタイルとダイナマイト・キッドやブレット・ハートに代表されるカナダ系のスタイルを併せ持つ。新日本在籍時には、屈強な肉体から繰り出されるパワーで他のジュニアヘビー級レスラーを圧倒し、アメリカ時代には逆に日本仕込みのグラウンドテクニックで自身よりも体格の大きなレスラーとも互角に渡り合う頭脳プレーを見せていた。

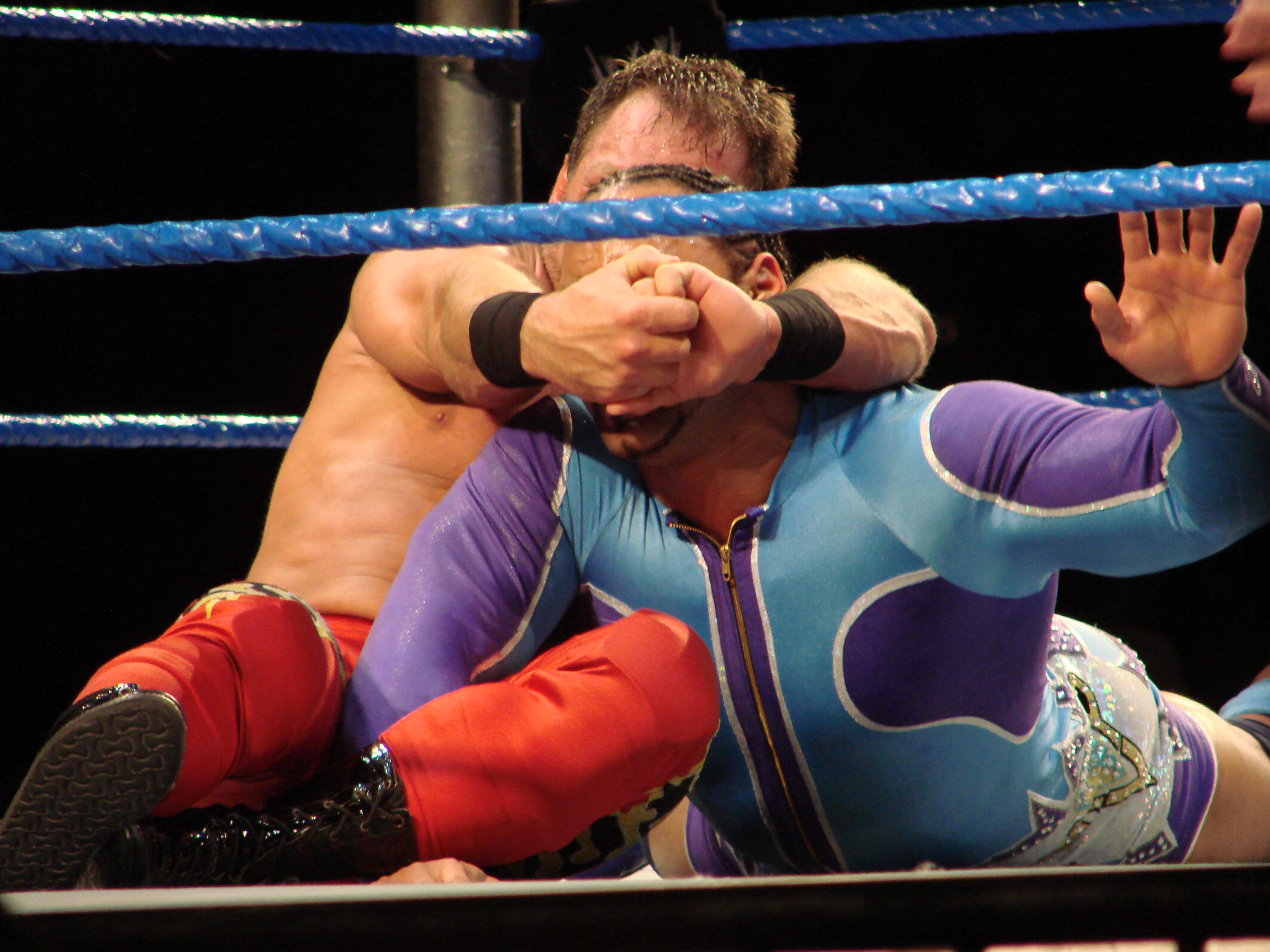
クリップラー・クロスフェイス
ベノワの代表的なフィニッシュ・ホールド。鬼気迫る表情で絞り上げる。BackLashではこの技でトリプルHからタップを奪い、世界ヘビー級王座を奪取した。
永田裕志のナガタ・ロックIIを参考に開発された技であるが、ベノワは相手の顔面を正面に向けたまま両手を組み合わせるか片腕の手首を掴んで極める。

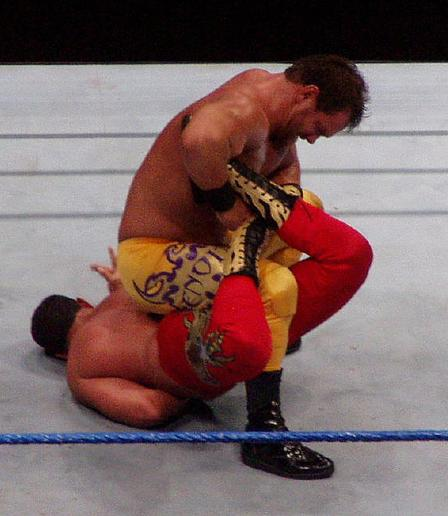
シャープ・シューター
尊敬するブレット・ハートの必殺技であり、この技で試合を決めることもあった。WWEの番組内では「自身のクロスフェイスに続く大技」と話しており、体格の大きな相手にクロスフェイスがうまく決まらない場合、体格の差が出にくいシャープ・シューターを試用すると説明している。
技のフォームもブレット・ハートのものを再現している。
ダイビング・ヘッドバット
ペガサス・キッド時代から長年にわたり得意とする技で、ペガサス時代のメイン・フィニッシュ技のひとつ。
尊敬するダイナマイト・キッドのフォームを忠実に再現しており、高く遠くへ飛ぶパターンと、コーナーポストから垂直落下式に仕掛ける2パターンを使いわけていた。この技を繰り出すとWWEの実況には「ダイナマイト・キッドばり」と形容されることが多い。トップロープに登る前に首をかっ切るポーズや、腕をクロスして振り下ろすフィニッシュ・ポーズを取る。
飛距離も非常に長く対角線を越える。ケージ・マッチで金網の頂上から飛んだこともあり、時折コーナーポスト真下に垂直落下で仕掛けることもあった。
ワイルドボム
新日本プロレス時代に多用された、非常に速い速度で叩きつける変型のパワーボム。その速さゆえに受身が非常に取り辛く、この技で首を負傷したレスラーもいる。WWE時代には自身より体格で勝るレスラーが多いため、あまり使用されることはなかった。
投げっぱなし式は特にワイルドボム・ホイップと呼ばれた。
ドラゴン・スープレックス
新日本プロレスやWCW時代のフィニッシュ・ホールドの一つ。
WWEに移籍した当初も大一番で稀に使用していたが、WWEでは技の規定が厳しいため使用が控えられるようになった。
ジャーマン・スープレックス
ベノワが日本で修業していた際に見た、ライバル団体(全日本)で３連発で使用するレスラー(菊地毅)を参考にしたとコメントで説明している様に、3連発で繰り出すが、ここ一番ではそれ以上投げることもある。
新日本時代はジャーマン・スープレックス・ホールドを2 - 3連発放ち、そのままフォールに持ち込んでいたが、WWE時代は持ち上げて背中から叩きつける形にフォーム修正がなされていた。
WWE時代にはアマレス出身者で金メダリストのカート・アングルと堂々とグラウンド勝負で渡り合っていたが、アングルもベノワ同様にジャーマン・スープレックスを連発することが多く、バックの奪い合い、連発の回数だけでかなりの攻防を展開していた。
スナップ・スープレックス
こちらもダイナマイト・キッドが得意としていた技。
日本では高速ブレーンバスターとも呼称されるが、ベノワのものはダイナマイト・キッド、山崎一夫同様、特に剃刀ブレーンバスターとも呼ばれた。
バック・スープレックス
バックドロップ。こちらもダイナマイト・キッドのフォームを忠実に再現している。
通常、抱え式で放つバックドロップはフィニッシュの説得力がないとされ会場が沸くことが少ないが、ベノワのそれは急降下かつ力強く観客をどよめかせることも多かった。
雪崩式バックドロップ
こちらもダイナマイト・キッドのフォームを再現している。
新日在籍時にはフィニッシュになることも多かった。
雪崩式サイド・スープレックス
新日本在籍時の一時期フィニッシュとして用いていた。第一回のSUPER J CUPもこの技でサスケを下して優勝している。
雪崩式パワーボム
ペガサス・キッド時代にTOP OF THE SUPER Jr.優勝決定戦においてサムライをこの技で下し優勝したほか、ワイルド・ペガサス時代にライガーに放ち失神させたこともある。
スーパーパワーボムとも呼ばれた。危険度の高さから、日本においても使用回数は少ない。
雪崩式ツームストーン・パイルドライバー
ワイルド・ペガサス時代の1995年BEST OF THE SUPER Jr.準決勝でブラックタイガー相手に初披露した、危険極まりない荒技。決勝でも大谷をこの技で沈めて優勝した。
ベノワが使用する雪崩式系統の技の最上位とも言え、あまりにも危険すぎる為、以降は殆ど使用しておらず、当然ながらWWEで使用されることは無かった。
WWEでは通常のツームストーン・パイルドライバーでさえ長年フィニッシュ・ホールドとして使用しているアンダー・テイカー以外は使用許可が下りておらず（他選手のフィニッシュ・ホールドを特別な理由なく使用してはいけない暗黙のルールもあり、先輩スター選手のフェイバリット・ムーブを単なる繋ぎ技として使用することなどご法度である）代わりに肩を膝にぶつける変形のショルダー・バスターを使用していた。
ケブラドーラ・コンヒーロ
主に新日本在籍時に使用された。WWE時代も軽量選手との試合で稀に使用していた。
ナイフエッジ・チョップ
いわゆる逆水平チョップだが、腕を全力で振り切っており切れ味が鋭いためナイフエッジと呼ばれた。
リック・フレアー、ショーン・マイケルズと並び、WWEでは名手の一人に数えられる。
クローズライン
ベノワの場合、引き倒すように相手の首を刈り取るのが特徴。またクロスチョップ気味の形も多用した。

## リングネーム
今までに用いたことがあるリングネーム
- クリス・ベノイ - 新日本在籍時に名前が誤読されたもの。
- ダイナマイト・クリス
- ペガサス・キッド - 新日本在籍時のマスクマン時代に使用。
- ワイルド・ペガサス - 新日本在籍時、素顔に戻った時代に使用。
- クリス・ベノワ - 以降、日本遠征時も含めて終身まで使用。

## 入場曲
- Whatever / Our Lady Peace
- Shooter
- JUMP(DJ.POWER MIX / THAT'S EURO BEAT vol.15